# Zespół do spraw Polonii i Polaków za Granicą

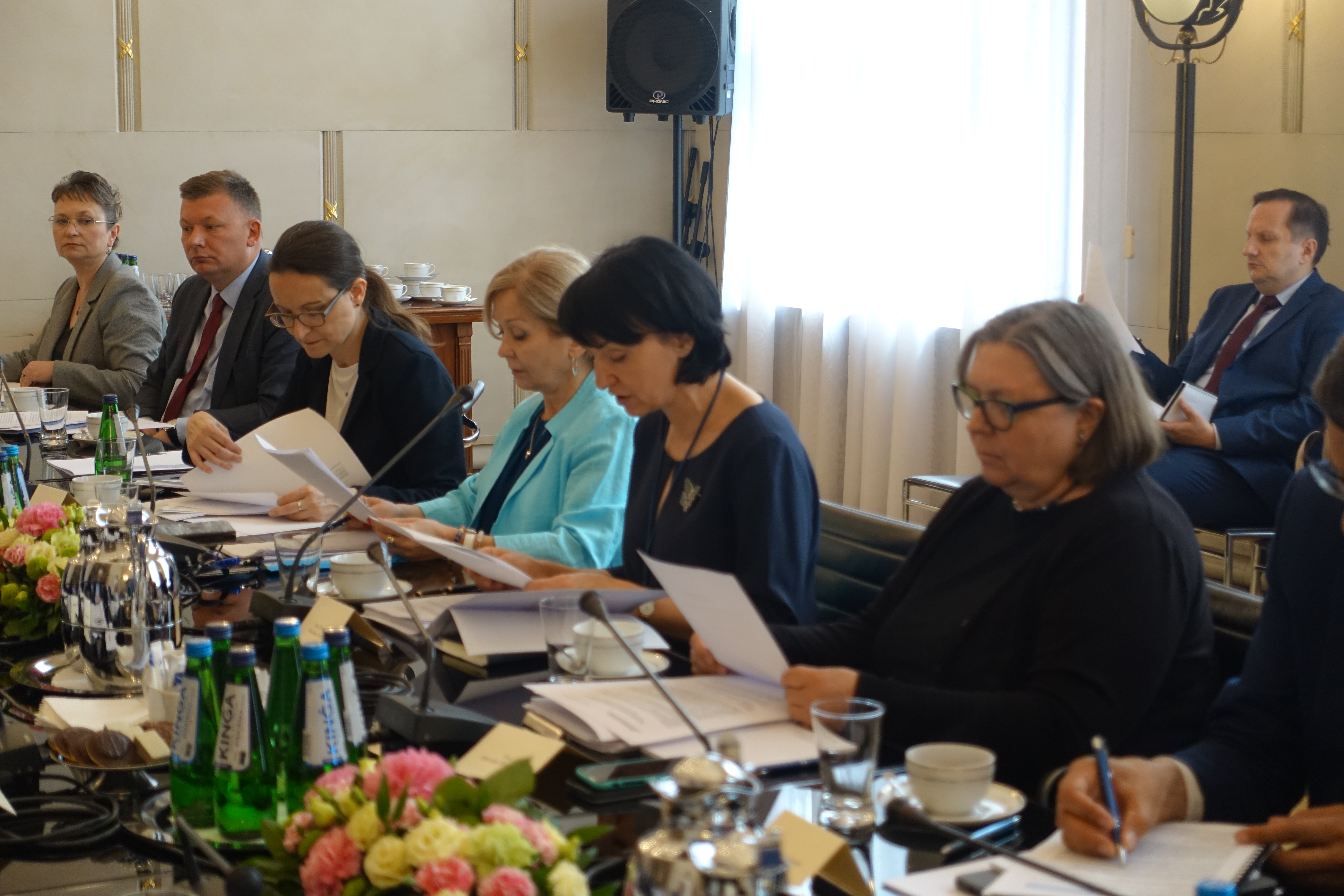
Posiedzenie Zespołu pod kierunkiem Podsekretarz stanu w MSZ, Henryki Mościckiej-Dendys (2025)

Międzyresortowy Zespół do Spraw Polonii i Polaków za Granicą – zespół utworzony 7 lutego 2006 r. przez Prezesa Rady Ministrów Kazimierza Marcinkiewicza. Został utworzony, z zachowaniem uprawnień właściwych organów, w celu koordynacji działań polonijnych w ramach administracji państwowej. Najważniejszym zadaniem postawionym przed Zespołem było uporządkowanie spraw polonijnych w dziedzinie ustawodawczej.
Zarządzeniem numer 70 Premiera Donalda Tuska z 27 czerwca 2008 r. zmieniono nazwę na Międzyresortowy Zespół do spraw Polonii i Polaków za Granicą.
Kolejne postanowienia powołujące Zespół wydawano m.in. w 2021 i 2024.